# Go On
Go On es una serie de televisión estadounidense de la cadena NBC protagonizada por Matthew Perry, quien daba vida a Ryan King, un comentarista deportivo tratando de superar la muerte de su esposa. La serie fue creada por Scott Silveri y estrenada el 20 de abril de 2012, con salida al aire después de la transmisión de The Voice. NBC anunció el 14 de junio de 2012 que un adelanto saldría al aire el 8 de agosto después de la transmisión de los Juegos Olímpicos. La serie se estrenó el día 11 de septiembre de 2012. El 10 de mayo de 2013, la cadena NBC anunció la cancelación de la serie. El estreno de Go On en Latinoamérica fue el 20 de octubre de 2012 en varios países como Argentina, Chile, Costa Rica, Colombia y el 22 de octubre para el resto de la región. Su último episodio fue estrenado el 1 de mayo de 2013 en toda Latinoamérica.

## Personajes

### Principales
- Matthew Perry como Ryan King, un comentarista deportivo que se une a un grupo de apoyo para poder superar la muerte de su esposa durante un accidente en auto.
- Laura Benanti como Lauren Schneider, la líder del grupo de apoyo.
- Julie White como Anne, una viuda miembro del grupo atrapada en la etapa del enojo en su dolor.
- Suzy Nakamura como Yolanda, su novio la dejó, y siente que todo es "muy sexual" incluyendo el jazz y los gatos.
- Tyler James Williams como Owen, miembro del grupo debido a su dolor ya que su hermano está en coma debido a un accidente de esquí.[3]
- Brett Gelman como "Mr. K" un extremadamente excéntrico miembro del que sólo se sabe que se llama Benjamín y que creó el brazo del explorador espacial Curiosity.
- Sarah Baker como Sonia, una miembro del grupo que supera la muerte de su gata, Cenicienta.
- John Cho como Steven, jefe de Ryan, quien lo obliga a buscar ayuda.[4]

### Recurrentes
- Allison Miller como Carrie, asisstente de Ryan.
- Tonita Castro como Fausta, una miembro del grupo que está superando la muerte de su padre y su hermano.
- Seth Morris como Danny, un miembro del grupo al que su esposa engañó y tuvo otro hijo con otro hombre mientras él estaba en el ejército.
- Bill Cobbs como George, miembro del grupo que es ciego y tiene problemas de salud.[5]
- Christine Woods como Janie, la esposa fallecida de Ryan.
- Hayes MacArthur como Wyatt, novio de Lauren.
- Piper Perabo como Simone, una exintegrante y muy popular miembro del grupo que regresa de Europa tras una recaída emocional.
- Khary Payton como Don, miembro del grupo al cual su esposa lo dejó después de quedar en bancarrota.[6]
- Terrell Owens como él mismo, en el primer episodio, él era primer invitado de Ryan después de regresar de su licencia por duelo. En episodios posteriores, se convirtió en asistente de Ryan en KBAL.

## Episodios
| N.º | Título                              | Dirigido por:        | Escrito por:                                 | Fecha de estreno         | Estreno en América Latina | Código de producción |
| --- | ----------------------------------- | -------------------- | -------------------------------------------- | ------------------------ | ------------------------- | -------------------- |
| 1   | Pilot                               | Todd Holland         | Scott Silveri                                | 8 de agosto de 2012      | 20 de octubre de 2012     | 101                  |
| 2   | He Got Game, She Got Cats           | Andy Ackerman        | Lesley Wake                                  | 11 de septiembre de 2012 | 31 de octubre de 2012     | 102                  |
| 3   | There’s No “Ryan” in Team           | Todd Holland         | Scott Silveri                                | 18 de septiembre de 2012 | 7 de noviembre de 2012    | 103                  |
| 4   | Bench-Clearing Bawl                 | Jamie Babbit         | Liz Brixius                                  | 25 de septiembre de 2012 | 12 de noviembre de 2012   | 104                  |
| 5   | Do You Believe in Ghosts… Yes!      | Michael Engler       | Mathew Harawitz                              | 2 de octubre de 2012     | 20 de noviembre de 2012   | 105                  |
| 6   | Big League Chew                     | Millicent Shelton    | Dennis McNicholas                            | 9 de octubre de 2012     | 22 de noviembre de 2012   | 106                  |
| 7   | Any Given Birthday                  | Kevin Dowling        | Jon Pollack y Scott Silveri                  | 23 de octubre de 2012    | 28 de noviembre de 2012   | 107                  |
| 8   | Videogame, Set, Match               | Todd Holland         | Lesley Wake                                  | 13 de noviembre de 2012  | 1 de diciembre de 2012    | 108                  |
| 9   | Diner Takes All                     | Ken Whittingham      | Lesley Wake y Liz Brixius                    | 20 de noviembre de 2012  | 8 de diciembre de 2012    | 109                  |
| 10  | Back, Back, Back… It’s Gone!        | Todd Holland         | Dennis McNicholas                            | 27 de noviembre de 2012  | 12 de diciembre de 2012   | 110                  |
| 11  | The World Ain’t Over ‘Til It’s Over | Kevin Dowling        | Mathew Harawitz, Seth Raab y Nicholas Darrow | 4 de diciembre de 2012   | 24 de diciembre de 2012   | 111                  |
| 12  | Win at All Costas                   | Michael Lehmann      | Mathew Harawitz, Seth Raab y Nicholas Darrow | 8 de enero de 2013       | 16 de enero de 2013       | 112                  |
| 13  | Gooooaaaallll Doll!                 | Todd Holland         | Lesley Wake                                  | 15 de enero de 2013      | 27 de enero de 2013       | 113                  |
| 14  | Comeback Player of the Year         | Eric Appel           | Jon Pollack & Scott Silveri                  | 22 de enero de 2013      | 4 de febrero de 2013      | 114                  |
| 15  | Pass Interference                   | Jamie Babbit         | Mathew Harawitz & Lesley Wake Webster        | 29 de enero de 2013      | 14 de febrero de 2013     | 115                  |
| 16  | Go Deep                             | Linda Mendoza        | Mathew Harawitz & Lesley Wake Webster        | 19 de febrero de 2013    | 28 de febrero de 2013     | 116                  |
| 17  | Ring and a Miss                     | Todd Holland         | Bill Callahan & Dennis McNicholas            | 26 de febrero de 2013    | 15 de marzo de 2013       | 117                  |
| 18  | Double Down                         | Michael Lehmann      | Seth Raab & Nicholas Darrow                  | 4 de marzo de 2013       | 25 de marzo de 2013       | 118                  |
| 19  | Go For The Gold Watch               | Todd Holland         | Bill Callahan & Mathew Harawitz              | 19 de marzo de 2013      | 1 de abril de 2013        | 119                  |
| 20  | Matchup Problems                    | Beth McCarthy-Miller | Jon Pollack & Scott Silveri                  | 26 de marzo de 2013      | 14 de abril de 2013       | 120                  |
| 21  | Fast Breakup                        | Eric Appel           | Lesley Wake Webster & Matthew Harawitz       | 4 de abril de 2013       | 22 de abril de 2013       | 121                  |
| 22  | Urn-ed Run                          | Linda Mendoza        | Jon Pollack & Scott Silveri                  | 11 de abril de 2013      | 1 de mayo de 2013         | 122                  |

## Desarrollo y producción
NBC ordenó el episodio piloto de Go On en enero de 2012. Julie White fue la primera actriz en obtener un papel, el 17 de febrero de 2012. Suzy Nakamura obtuvo un papel después ese mismo mes. El 1 de marzo se anunció que Matthew Perry sería el protagonista de la serie. El creador, Scott Silveri, quien trabajó con Perry en Friends anteriormente, dijo que escribió el papel para él inconscientemente. Laura Benanti, Allison Miller (quienes aceptaron después de la cancelación de la serie Terra Nova), y Khary Payton audicionaron después. Antes del estreno de la serie, Payton fue degradado de los personajes principales, mientras que Tyler James Williams y John Cho fueron añadidos después.
El 20 de abril de 2012, el piloto fue el primero de la temporada de televisión 2012-13 en recibir una orden de 13 episodios. Se reportó luego que NBC quería poner la serie en producción antes para poder lanzar al aire episodios después de la temporada en agosto de 2012 para que coincida con los Juegos Olímpicos de Londres 2012. La cadena NBC anunció el 10 de mayo la cancelación de la serie. No tendrá segunda temporada. En Latinoamérica Go On se estrenó el 20 de octubre para algunos países y el 22 de octubre para toda la región, tuvo un particular éxito en Costa Rica, Argentina y Colombia donde su audiencia fue considerablemente alta a comparación de otros países. Su episodio final se estrenó para toda Latinoamérica el 1 de mayo de 2013 donde muchas personas se quejaron de su cancelación.